# 昆明钢铁控股
24°54′48″N 102°29′47″E / 24.91333°N 102.49639°E
昆明钢铁控股有限公司（簡稱昆鋼控股、昆钢公司，缩写Kunsteel）是中华人民共和国云南省一家国有企业，成立于1939年，前身為「中国电力制钢厂」和「云南钢铁厂」，现公司总部位于云南省安宁市。昆鋼控股為「昆明钢铁集团有限责任公司」控股股東。昆鋼控股受云南省人民政府国有资产监督管理委员会管理。
集團主要業務集钢铁冶金、煤焦化工、矿业开发、重型装备制造、钢制品、水泥建材、房地产开发、现代物流运输、工程设计、海外等业務。至於生产方面，則有高速线材、抗震钢、耐酸钢、螺纹钢、热轧板、冷轧板和镀锌彩涂板、钛材。
在2007年，武漢鋼鐵集團入股旗下昆鋼股份，現(2014年)武鋼集團擁有48.41%股權，昆鋼集团仍為昆鋼股份的第二大股東，佔47.41%。2011年昆鋼控股成立子公司云煤能源，于2011年11月在上海证券交易所上市(上交所：600792)。現(2015年)昆鋼控股仍擁有云煤能源60.19%股權。
2021年2月1日，云南省人民政府与中国宝武钢铁集团签署合作协议，云南省国资委计划将其所持昆钢控股90%股权，无偿划转给中国宝武。

## 外部連結
- 昆鋼控股網站（页面存档备份，存于）